# Aeroportul Internațional Entebbe
Aeroportul Internațional Entebbe (IATA: EBB, ICAO: HUEN) este un aeroport din Central Region⁠(d), Uganda ce deservește zona Entebbe⁠(d). Aeroportul a fost tranzitat în 2019 de 2.008.230 de pasageri. A fost deschis în 1951 și numit după zona deservită.
Situat la o altitudine de 1.153 m, aeroportul dispune de 2 piste. Este operat de Civil Aviation Authority of Uganda⁠(d).

## Infrastructură

### Piste
Aeroportul dispune de 2 piste. Pista 17/35 are suprafața de Bitum și dimensiunile 12.000 picioare × 150 picioare. Pista 12/30 are suprafața de Bitum și dimensiunile 7.900 picioare × 150 picioare. 